# Третяк Володимир Ілліч
Володимир Ілліч Третяк (26 листопада 1956 р., м. Київ, Україна) — фізик. Кандидат фізико-математичних наук (1991), провідний науковий співробітник відділу фізики лептонів Інституту ядерних досліджень НАН України, лауреат премії К.Д. Синельникова Національної академії наук України (2006), лауреат Державної премії України в галузі науки і техніки (2016).  Спеціаліст в галузі фізики атомного ядра та неприскорювальної фізики елементарних частинок, автор понад 310 статей, перерахованих у бібліографічній базі даних Scopus, з h-індексом = 61. В.І. Третяк входить до списку 2% найбільш цитованих вчених світу Стенфордського університету за 2024 рік. Відповідальний редактор журналу "Ядерна фізика та енергетика".

## Вибрані праці
- V.I. Tretyak, Y.G. Zdesenko, Tables of double beta decay data—an update // Atomic Data and Nuclear Data Tables 80 (1995) 83.

- R. Arnold et al., Probing new physics models of neutrinoless double beta decay with SuperNEMO // The European Physical Journal C 70 (2010) 927.

- F.A. Danevich et al., Search for 2β decay of cadmium and tungsten isotopes: Final results of the Solotvina experiment // Phys. Rev. C 68 (2003) 035501.

- V.I. Tretyak, Semi-empirical calculation of quenching factors for ions in scintillators // Astroparticle physics 33 (2010) 40.

- R Arnold et al., Results of the search for neutrinoless double-beta decay in 100Mo with the NEMO-3 experiment // Physical Review D 92 (2015) 072011.

- K.Blaum, S. Eliseev, F.A. Danevich, V.I. Tretyak, S. Kovalenko, M.I. Krivoruchenko, Yu.N. Novikov, J. Suhonen. Neutrinoless double-electron capture // Rev. Mod. Phys. 92 (2020) 045007 (review).